# Delfi és barátai
A Delfi és barátai (eredeti cím: Delfy y sus amigos) spanyol rajzfilmsorozat, melyet a D'Ocon Films készített Antoni D'Ocon ötlete alapján, aki a sorozat rendezője is volt. Zenéjét Josep Roig szerezte. Magyarországon először 1995-ben sugározta a Duna Televízió csatornája szinkronizálva. A főcímdalnak és a vége főcímnek magyar változata nem készült, az eredeti spanyol változatot adták nálunk is. 1998-ban reggelenként az RTL Klub újra sugározta, utoljára a Minimax műsorán 2000-től, 2002-ig.

## Szereplők
- Delfi, a delfin – (magyar hangja Bolba Tamás)
- Ecet kapitány, a keselyű – (magyar hangja Varga T. József)
- Boing, a kenguru – (magyar hangja Barbinek Péter)
- Cápötty, a cápa – (magyar hangja Csankó Zoltán)
- Cápkalap, a cápa – (magyar hangja Melis Gábor)
- Békapofi, az ördöghal – (magyar hangja Fekete Zoltán)
- Rudi, a rák – (magyar hangja Harsányi Gábor)
- Csíz, a delfin lány – (magyar hangja Spilák Klára)
- Mick, a kutyus fiú – (magyar hangja Rajkai Zoltán)
- Gigi, a kutyus lány – (magyar hangja Györgyi Anna)
- Dan, a rozmár – (magyar hangja Uri István)
- Bébi bálna – (magyar hangja Szalay Csongor)
- Polipmester – (magyar hangja Varga Tamás)
- Teknős – (magyar hangja Kassai Károly)
- Biztos úr, a halrendőr – (magyar hangja Bata János)
- Uzsgyi, a remeterák – (magyar hangja Koffler Gizi)
- Kalapácscápa – (magyar hangja Botár Endre)
- Kardhal – (magyar hangja ?)
- Rigoletto – (magyar hangja Cs. Németh Lajos)

## Epizódlista
1. El tesoro del galeón
2. El mar en peligro
3. La flauta de Hamelín
4. El talismán de la discordia
5. El diamante griego
6. El mago travieso
7. La gran carrera
8. Sopa de cangrejo
9. La flora mágica
10. El bebé de la discordia
11. Fantasmas
12. El faro en peligro
13. El cangrejo invisible
14. La costa del oro
15. Martes y trece
16. La mancha siniestra
17. La invasión de las plantas
18. Desaparición misteriosa
19. La canica de la suerte
20. ¿Dónde está la bomba?
21. El día del deporte
22. Super-Carasapo
23. Los amigos del mar
24. El barco basurero
25. Máquinas modernas
26. La ostra poeta
27. 1, 2, 3 ¡hop!
28. Rudy se hace arqueólogo
29. Una estrella en el mar
30. El concurso de belleza
31. El ladrón del mar
32. El Dr. Carasapo
33. Los piratas del faro
34. Un golpe de mala suerte
35. La máquina de fuego
36. Santa Claus se queda sin regalos
37. El cumpleaños de Delfy
38. La jubilación de Dan
39. La pócima del sueño
40. Delirios de grandeza
41. El doble de Vinagre
42. Llegan las vacaciones
43. Cetáceos en conserva
44. El colador de ozono
45. El último de los míos
46. Radiactivamente en peligro
47. Marea negra
48. General McBoom
49. Hielo dorado en la Antártida
50. Los invasores del espacio
51. Tiburón 25
52. Esponjas asesinas
53. Villavinagre 2002
54. La escapada de Baby-whale
55. La gruta siniestra
56. Carasapo se enamora
57. Encuentros en la bahía
58. Los robinsones
59. El juguete
60. Congelados
61. La sardina aventurera
62. Lo que la cloaca se llevó
63. tierra de nadie
64. Por fin Parque Nacional
65. La ley del mar
66. Tú no eres tú, yo no soy yo
67. A sus órdenes, mi Capitán
68. La costa en armas
69. El galeón embrujado
70. Querer es poder
71. ¡Qué ha de nuevo, amigos!
72. Siempre joven
73. El héroe invisible
74. Llantos de ballenato
75. Uno, dos y tres
76. Del mar a la luna
77. Fichado
78. Amnesia
79. El otro
80. El fin del mundo
81. Horizontes cercanos
82. A través des tiempo
83. Convencidos
84. En busca de la juventud perdida
85. O el mar o yo
86. ¡Calor!
87. Un oferta de película
88. El espía que vino del mar
89. Verdades y mentiras
90. Culpable, inocente
91. Sobresalados